# Joanne Brackeen
Joanne Brackeen (* 26. července 1938 Ventura, Kalifornie) je americká jazzová klavíristka, skladatelka a vysokoškolská pedagožka.

## Život a kariéra
Na klavír se naučila v jedenácti letech podle gramofonových nahrávek. I později absolvovala jen několik málo lekcí a konzervatoř v Los Angeles opustila v roce 1958 už po třech dnech. Výrazný vliv na její styl měl Charlie Parker a bebop.
Její kariéra začala koncem 50. let, kdy hrála s Dexterem Gordonem, Teddym Edwardsem, Haroldem Landem, Donem Cherrym, Charliem Hadenem a Charlesem Lloydem. Roku 1969 začal její strmý vzestup, když se stala první ženou v kapele Jazz Messengers bubeníka Art Blakeyho. Ještě než založila vlastní trio resp. kvartet, hrála s Joem Hendersonem (1972–1975) a Stanem Getzem (1975–1977).
Záhy ji provázela pověst jedné z nejdynamičtějších a nejvíce inovativních pianistek. V jejím triu účinkovali Clint Houston, Eddie Gomez, John Patitucci, Jack DeJohnette, Cecil McBee a Billy Hart.
Absolvovala sólový koncert v Carnegie Hall. Natočila 25 alb. Jejím manželem byl tenorsaxofonista Charles Brackeen. Od roku 1994, ač autodidakt, vyučuje na Berklee School of Music. Její skladby (více než 300) vykazují znalost prakticky celé jazzové historie od standardů přes modální jazz až po volnou improvizaci. Často užívá rytmické posuny a její idiosynkratické melodie poukazují k tradici, vazba na hardbop je ovšem většinou patrná.
Kritik Leonard Feather ji považuje pro osmdesátá léta za stejně významnou jako byli pro šedesátá léta Bill Evans nebo Herbie Hancock, či Keith Jarrett a McCoy Tyner pro léta sedmdesátá.

## Citát
| „                   | Podobně jako Picasso Joanne Brackeen prolamovala tradice, a vždycky bude. | “ |
| — Marian McPartland |                                                                           |   |

## Diskografie
- 1975 Six Ate (Candid)
- 1975 Snooze (Choice)
- 1976 Invitation (Black Lion)
- 1976 New True Illusion (Timeless)
- 1977 Tring-A-Ling (Choice)
- 1978 Trinkets and Things (Timeless)
- 1978 Prism (Choice)
- 1978 Mythical Magic (MPS)
- 1979 Keyed In (Columbia)
- 1979 Aft (Timeless)
- 1980 Ancient Dynasty (Columbia)
- 1981 Special Identity (Antilles)
- 1985 Havin' Fun (Concord Jazz)
- 1986 Fi-Fi Goes to Heaven (Concord Jazz)
- 1989 Live at Maybeck Recital Hall (Concord Jazz)
- 1991 Breath of Brazil (Concord Jazz)
- 1991 Is It Really True (Konnex)
- 1991 Where Legends Dwell (Ken Music)
- 1992 Turnaround [live] (Evidence)
- 1993 Take a Chance (Concord)
- 1995 Power Talk (Turnipseed)
- 1999 Pink Elephant Magic
- 2000 Popsicle Illusion